# This Is Music: The Singles 92–98
 This Is Music: The Singles 92–98  — альбом-компіляція британського гурту The Verve, яка була видана навесні 2004 року.

## Треклист
Всі пісні написані Річардом Ешкрофтом, Саймоном Джонсом, Пітером Селсбері, та Ніком МакКейбом крім тих випадків де означено.
1. «This Is Music» — 3:38
2. «Slide Away» — 4:06
3. «Lucky Man» (Ешкрофт) — 4:49
4. «History» — 5:28
5. «She's a Superstar» (edit) — 5:04
6. «On Your Own» — 3:36
7. «Blue» — 3:39
8. «Sonnet» (Ешкрофт) — 4:24
9. «All in the Mind» — 4:17
10. «The Drugs Don't Work» (Ешкрофт) — 5:05
11. «Gravity Grave» — 8:21
12. «Bitter Sweet Symphony» (Ешкрофт, Мік Джаггер, Кіт Річардс) — 5:59
13. «This Could Be My Moment» (Ешкрофт) (previously unreleased) — 3:59
14. «Monte Carlo» (previously unreleased) — 4:58

Бонус на японському виданні
1. «I See the Door»

## Чарти

### Щотижневі чарти
| Чарти (2004)                         | Найвища позиція |
| ------------------------------------ | --------------- |
| Австрія Austrian Albums (Ö3 Austria) | 59              |
| Irish Albums (IRMA)                  | 28              |
| Італія Italian Albums (FIMI)         | 48              |
| Велика Британія UK Albums (OCC)      | 15              |

### Чарти на кінець року
| Чарт (2004)     | Позиція |
| --------------- | ------- |
| UK Albums (OCC) | 172     |

## Сертифікації
| Регіон                                             | Сертифікація | Продажі  |
| -------------------------------------------------- | ------------ | -------- |
| Ірландія (IRMA)                                    | Золотий      | 7500^    |
| Велика Британія (BPI)                              | Платиновий   | 300 000^ |
| ^відвантаження, що базуються лише на сертифікаціях |              |          |